# Ernestia granvillei
Ernestia granvillei är en tvåhjärtbladig växtart som beskrevs av John Julius Wurdack. Ernestia granvillei ingår i släktet Ernestia och familjen Melastomataceae. Inga underarter finns listade i Catalogue of Life.